# Cacau
Claudemir Jerônimo Fernandes Barretto, communément connu sous le pseudonyme de Cacau, né le 27 mars 1981 à Santo André (Brésil), est un footballeur international allemand, disposant également de la nationalité brésilienne. Il évoluait au poste d'attaquant, principalement en pointe.

## Biographie
Cacau doit son surnom à ses difficultés d'élocution étant enfant. À trois ans, il est incapable de dire son prénom Claudemir qu'il prononce « Cacaudemir » et dont sa mère va tirer ce surnom. Durant sa jeunesse dans les faubourgs de Sao Paulo, le football n'est pour lui rien d'autre qu'un hobby qu'il pratique dans le petit club de Bagaco.
Il n'a que 18 ans quand un de ses entraîneurs l'envoie passer des essais en Allemagne. Le jeune Brésilien atterrit au Türk Gücü, club de la communauté turque de Munich. Ses qualités séduisent Klaus Augenthaler, entraîneur du FC Nuremberg. Dès son premier match face au Bayer Leverkusen en 2001, Cacau marque son premier but. Il fait une assez bonne saison en 2001/2002 avec 6 buts en 17 matches puis une saison assez médiocre avec seulement 2 buts en 27 matches.
En 2003, il est acheté par le VfB Stuttgart. Après avoir mis une saison pour s'adapter à son nouveau club, son rôle de buteur commence réellement avec 12 buts en 2004-2005, 13 en 2006-2007 et 9 la saison suivante. Durant la saison 2009-2010, il marque un quadruplé lors d'un match de championnat face au FC Cologne.
Le 13 mai 2010, il inscrit un doublé pour ses premiers buts sous le maillot de l'équipe nationale d'Allemagne contre Malte. Il récidive quelques jours plus tard contre la Hongrie, lors du deuxième match de préparation au Mondial 2010 en inscrivant un but plein d'opportunisme. Lors du premier match de la Mannschaft face à l'Australie (victoire 4-0), Cacau entre en jeu peu après l'heure de jeu, et il marque sur sa première occasion, idéalement servi par Mesut Özil.

## Statistiques

### Buts internationaux
| 0     | Date | Lieu | Compétition | Résultat | Adversaire | Détail | Détail | Détail | Sél. |
| ----- | --- | --- | --- | --- | --- | --- | --- | --- | --- |
| 1er   | 13 mai 2010 | Neuer Tivoli, Aix-la-Chapelle, Allemagne                                                                             | Match amical | V 3-0 | Malte | 16e | de la tête | 1-0 | 6e |
| 2e    | 13 mai 2010 | Neuer Tivoli, Aix-la-Chapelle, Allemagne                                                                             | Match amical | V 3-0 | Malte | 58e | du pied droit | 2-0 | 6e |
| 3e    | 29 mai 2010 | Stade Ferenc-Puskás, Budapest, Hongrie                                                                               | Match amical | V 0-3 | Hongrie | 72e | du pied gauche | 0-3 | 7e |
| 4e    | 13 juin 2010 | Stade Moses-Mabhida, Durban, Afrique du Sud                                                                          | Premier tour de la Coupe du monde 2010                                                                               | V 4-0 | Australie | 70e | du pied droit | 4-0 | 9e |
| 5e    | 6 septembre 2011 | Stade Gdańsk, Gdańsk, Pologne                                                                                        | Match amical | N 2-2 | Pologne | 90+4e | du pied droit | 2-2 | 19e |
| 6e    | 29 février 2012 | Weserstadion, Brême, Allemagne                                                                                       | Match amical | P 1-2 | France | 90+1e | du pied droit | 1-2 | 22e |
| Total | 6 buts (4 du pied droit, 1 du pied gauche et 1 de la tête), en 23 sélections entre le 29 mai 2009 et le 26 mai 2012. | 6 buts (4 du pied droit, 1 du pied gauche et 1 de la tête), en 23 sélections entre le 29 mai 2009 et le 26 mai 2012. | 6 buts (4 du pied droit, 1 du pied gauche et 1 de la tête), en 23 sélections entre le 29 mai 2009 et le 26 mai 2012. | 6 buts (4 du pied droit, 1 du pied gauche et 1 de la tête), en 23 sélections entre le 29 mai 2009 et le 26 mai 2012. | 6 buts (4 du pied droit, 1 du pied gauche et 1 de la tête), en 23 sélections entre le 29 mai 2009 et le 26 mai 2012. | 6 buts (4 du pied droit, 1 du pied gauche et 1 de la tête), en 23 sélections entre le 29 mai 2009 et le 26 mai 2012. | 6 buts (4 du pied droit, 1 du pied gauche et 1 de la tête), en 23 sélections entre le 29 mai 2009 et le 26 mai 2012. | 6 buts (4 du pied droit, 1 du pied gauche et 1 de la tête), en 23 sélections entre le 29 mai 2009 et le 26 mai 2012. | 6 buts (4 du pied droit, 1 du pied gauche et 1 de la tête), en 23 sélections entre le 29 mai 2009 et le 26 mai 2012. |

## Palmarès

### En club
| VfB Stuttgart - Championnat d'Allemagne - Champion en 2007 |